# Shahid Khaqan Abbasi

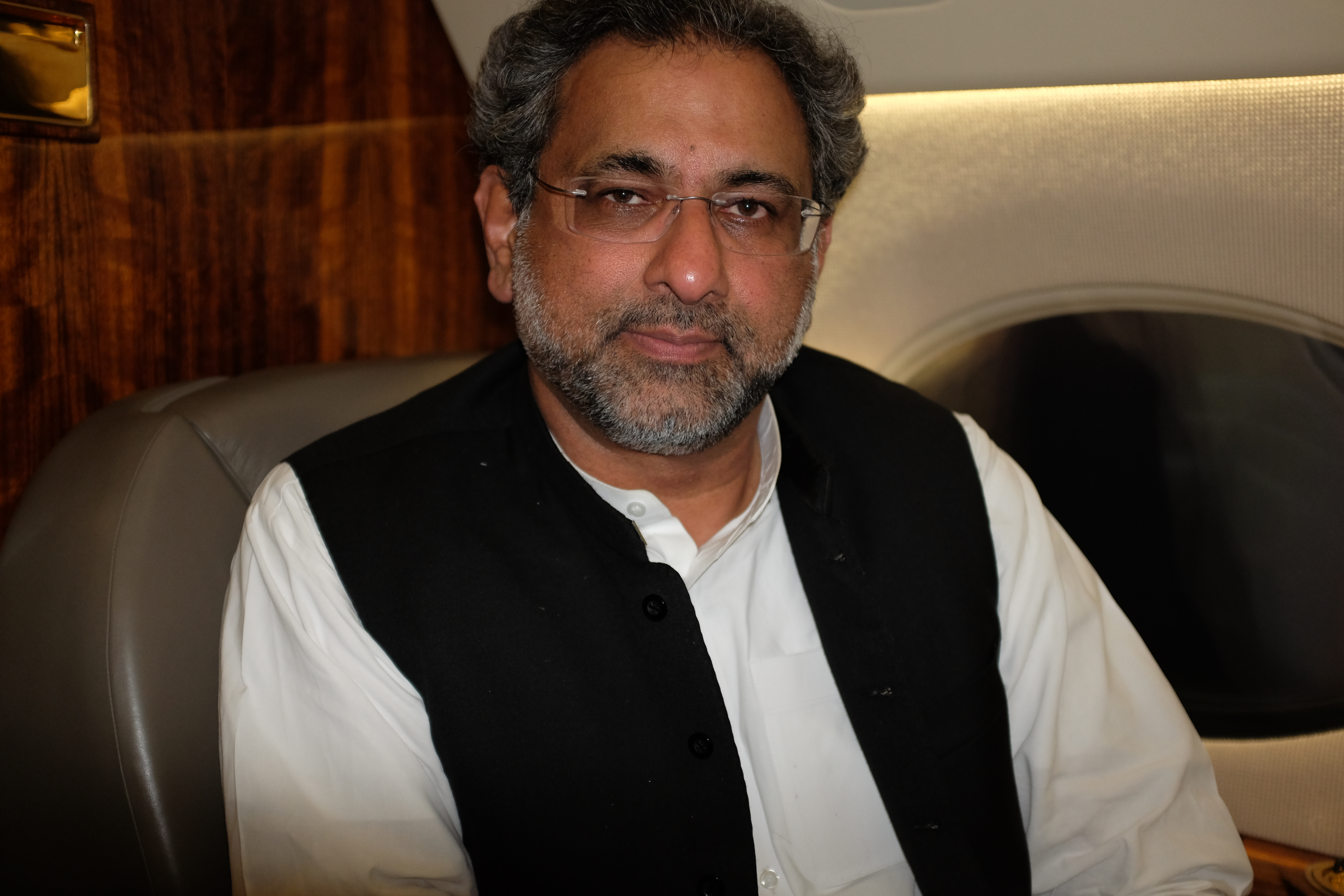
Shahid Khaqan Abbasi (2017)

Shahid Khaqan Abbasi (Urdu شاہد خاقان عباسی DMG Šāhid Ḫāqān ʿAbbāsī; * 27. Dezember 1958) ist ein pakistanischer Politiker der Pakistan Muslim League (N). Vom 1. August 2017 bis zum 30. Mai 2018 war er Premierminister Pakistans. Zuvor war er Mitglied der Nationalversammlung, Vorsitzender der Pakistan International Airlines, Finanzminister und Minister für Erdöl und natürliche Ressourcen.

## Leben
Shahid Khaqan Abbasi besuchte das Lawrence College in Murree, anschließend die University of California, Los Angeles und die George Washington University in Washington, D.C., die er mit einem Master of Science in Elektrotechnik verließ. Er kehrte nach Pakistan zurück und begann seine politische Karriere nach dem Tod seines Vaters 1988. Abbasi trat für den Wahlbezirk Rawalpindi an und gewann die Wahl für einen Sitz im Parlament. Zeitweise war Abbasi Vorstandsvorsitzender der PIA, wurde jedoch aus der Position gedrängt, weil er gemeinsam mit dem damaligen Premierminister Nawaz Sharif den Putschversuch von Pervez Musharraf vereiteln wollte.